# 16525 Shumarinaiko
16525 Shumarinaiko (1991 CU2) là một tiểu hành tinh vành đai chính được phát hiện ngày 14 tháng 2 năm 1991 bởi K. Endate và K. Watanabe ở Kitami.